# Cargolux-vlucht 7933
Op 21 januari 2010 botste de vrachtvlucht Cargolux-vlucht 7933 tegen een voertuig op de landingsbaan op Luchthaven Luxemburg-Findel, Luxemburg. De vlucht kwam van de Luchthaven Barcelona-El Prat, Spanje.
Het vliegtuig, een Boeing 747-400F van de Luxemburgse maatschappij Cargolux, botste op 21 januari 2010 om 12:53 uur lokale tijd (11:53 GMT). Een van de wielen van het vliegtuig met registratienummer LX-OCV raakte het dak van een voertuig op landingsbaan 24. Hierbij raakte de bestuurder van het busje in shock.